# Galla Gaulo
Galla Gaulo (? – ?) byl dle tradice pátým benátským dóžetem. Byl zvolen na trůn po sesazení a oslepení předchozího dóžete, Teodata Ipato.

Galla se stal dóžetem v době, kdy v Benátkách proti sobě stály tři politické frakce: pro-byzantská frakce podporující dóžete a udržující úzké vztahy s Byzancií; pro-franská frakce sympatizující s vládci Galie a republikánská frakce prosazují co možná největší nezávislost Benátek na jiných mocnostech. Galla Gaulo byl pravděpodobně nakloněn pro-franské frakci. Stěží však udržel trůn jeden rok a byl sesazen, oslepen a vypovězen, stejně jako jeho předchůdce. Je považován za zakladatele rodu Barozzi.